# آندی کویسو
آندی کویسو (به روسی: Андийское Койсу) رودخانه ای است در گرجستان و داغستان روسیه که پس از پیوند با رودخانهٔ آوار کویسو رودخانهٔ سولاک را تشکیل می‌دهد.